# Мар'янівка (Костопільська міська громада)
Мар'я́нівка — село в Україні, у Рівненському районі Рівненської області. Населення становить 184 осіб.

## Географія
Село розташоване на лівому березі річки Зульня. На південно-західній околиці села розташоване невелике озеро.

## Символіка
Символи затверджені 28 листопада 2024 року рішенням Костопільської міської ради. Автори – А. Гречило та Ю. Терлецький.

### Герб
У золотому полі на синьому крузі два золоті карасі, повернуті до себе спинами, один вгору, інший - вниз, над ними обабіч та внизу - по гілці журавлини з червоними плодами і зеленими листками.
Синій круг і карасі означають місцеві озера та заболочені водойми, багаті рибою. Гілки журавлини свідчать про щедрі на ягоди околиці села та прилеглі ліси. Золото є символом добробуту. Щит увінчано золотою сільською короною з колосків, що вказує на статус села.

### Прапор
Квадратне жовте полотнище, у центрі на синьому крузі (діаметром у 2/3 сторони прапора) два жовті карасі, повернуті до себе спинами, один вгору, інший - вниз, в кутах прапора - по гілці журавлини з червоними плодами і зеленими листками.

## Історія
До 26 лютого 2016 року село входило до складу Пеньківської сільської ради Костопільського району Рівненської області.